# رافاييل توبار
رافاييل توبار (بالإسبانية: José Rafael Tobar Lemus)‏ هو لاعب كرة قدم سلفادوري في مركز قلب الدفاع، ولد في 24 نوفمبر 1975 في Turín ‏ في السلفادور. شارك مع منتخب السلفادور لكرة القدم. أما مع النوادي، فقد لعب مع نادي سانتانيكوس أسوشيتد.

## وصلات خارجية
- رافاييل توبار على موقع الاتحاد الدولي (مؤرشف)  (الإنجليزية)
- رافاييل توبار على موقع قاعدة بيانات كرة القدم.إي يو (الإنجليزية)
- رافاييل توبار على موقع ناشيونال فوتبول تيمز (الإنجليزية)